# Golden Horn
Golden Horn (2012-) est un cheval de course pur sang anglais qui participe aux courses hippiques de plat. Né en Angleterre le 27 mars 2012, appartenant à son éleveur Anthony Oppenheimer, il est entraîné par John Gosden et monté par Lanfranco Dettori.

## Carrière de courses
Racheté par son propriétaire pour 190 000 Guinées aux ventes de yearling, Golden Horn n'a fait qu'une apparition en piste à 2 ans, pour s'imposer de peu face à un poulain appelé à jouer les premiers rôles l'année suivante, Storm The Stars, mais loin devant le reste du peloton. Il a ensuite suivi le chemin classique pour les meilleurs 3 ans après une rentrée victorieuse en avril dans une Listed à Newmarket : une victoire impressionnante dans les Dante Stakes, principale épreuve préparatoire au Derby, fait de lui le grand favori du classique d'Epsom, dans lequel il doit payer une supplémentation de £ 75 000, n'ayant pas été engagé dans les classiques. Et il fait honneur à ce statut en l'emportant brillamment, par trois longueurs et demi, devant Jack Hobbs (son dauphin des Dante Stakes, qui s'offrira ensuite l'Irish Derby) et Storm The Stars, qu'il retrouve à cette occasion.

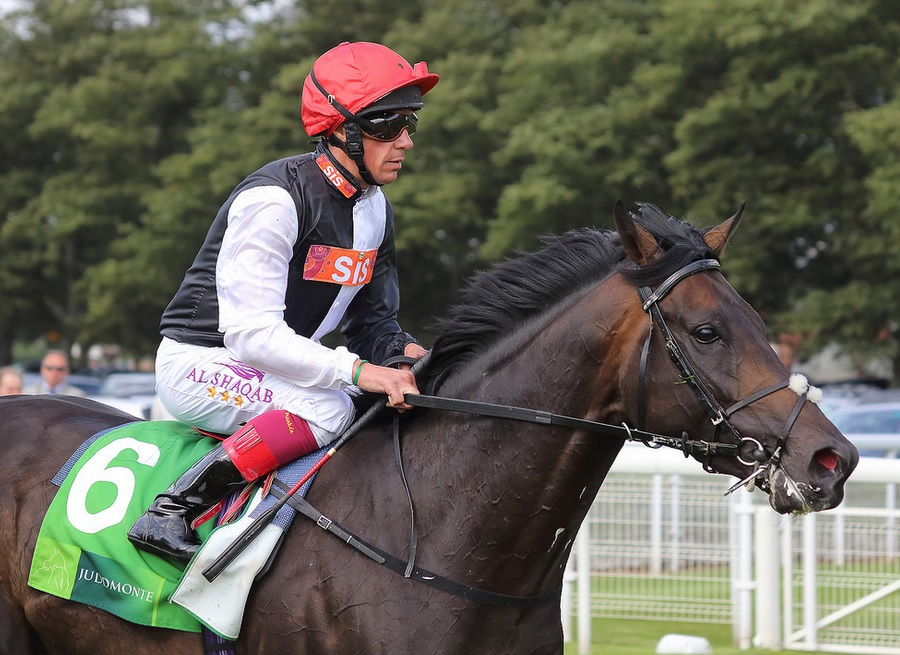
Golden Horn lors des Eclipse Stakes en 2015

Sacré meilleur 3 ans d'Angleterre, Golden Horn confirme son talent exceptionnel en juillet dans les Eclipse Stakes, sur 2 000 mètres, où seuls quatre chevaux ont osé l'affronter, dont le très bon The Grey Gatsby, qui termine deuxième à trois longueurs et demi. Son programme passe ensuite par les International Stakes, où la perspective d'affronter Gleneagles, lauréat des 2000 Guinées et qui passe pour un phénomène, promet monts et merveilles. Las, le champion de Coolmore décline la lutte en raison d'un terrain jugé peu à sa convenance, et Golden Horn semble n'avoir aucun adversaire à sa mesure. Or, à la surprise générale, il doit s'avouer vaincu, d'une encolure, face à un gros outsider, la pouliche Arabian Queen, dont la meilleure performance jusqu'alors était une troisième place dans les Nassau Stakes. Cette défaite jette un doute sur les capacités de Golden Horn, d'autant que la victoire d'Arabian Queen restera sans lendemain (elle terminera sixième du Prix Vermeille, loin derrière la championne Trêve). Mais le jeune crack va remettre les pendules à l'heure un mois plus tard dans les Irish Champion Stakes, où il s'impose assez sûrement, non sans gêner son adversaire Free Eagle.
Ne disposant pas d'engagement dans le Prix de l'Arc de Triomphe, Golden Horn doit, pour y participer, s'acquitter comme lors du Derby d'une supplémentation qui s'élève cette fois à 120 000 €. Considéré comme la meilleure chance britannique, il en est le troisième favori. On lui oppose évidemment la star Trêve, qui tente l'exploit absolument inédit de remporter trois éditions de l'Arc après ses victoires en 2013 et 2014, et son alter ego français New Bay, meilleur 3 ans de l'hexagone, qui a impressionné dans le Prix du Jockey-Club et le Prix Niel. Malicieusement monté par Lanfranco Dettori, Golden Horn, flanqué du numéro 14 à la corde, part tout en dehors avant de se rabattre à la corde en haut de la montée et de placer une accélération fatale à ses adversaires dans la ligne droite. Tenace, il repart sous les attaques conjuguées de Flintshire, New Bay et Trêve et remporte l'Arc, offrant un quatrième titre à son jockey et le premier à son entraîneur, John Gosden. Cette performance lui vaut un rating de 130, soit la deuxième valeur mondiale de l'année, derrière le crack américain American Pharoah, tandis qu'il reçoit une valeur de 134 chez Timeform. Dans la foulée son entraîneur annonce que le poulain ne sera pas revu à 4 ans. Avant cela, il choisit de faire faire à Golden Horn ses adieux à la compétition lors de la Breeders' Cup, qui se déroule cette année à Keeneland, dans le Kentucky. Golden Horn est naturellement l'attraction et le grand favori de la Breeders' Cup Turf, une épreuve qui a très souvent souri aux Européens, mais qui est un véritable tombeau pour les Arc-winners : All Along en 1984, Dancing Brave en 1986, Subotica en 1992, Montjeu en 2000, Bago en 2005 et Dylan Thomas en 2007 y ont tous échoué, pour la plupart rebutés par le profil très inhabituel pour eux des pistes américaines. Golden Horn ne fera pas exception à la règle, mais fera meilleure figure puisqu'il se classe deuxième, sur une piste peu conforme à ses aptitudes, battu par une excellente pouliche irlandaise, Found, régulièrement placée de groupe 1, mais qui n'avait pu faire mieux que neuvième un mois plus tôt dans l'Arc et qu'il avait déjà devancé dans les Irish Champion Stakes. Élu cheval de l'année en Europe et meilleur 3 ans, Golden Horn se retire donc sur cette défaite, la seconde de sa carrière.

### Résumé de carrière
| Date         | Hippodrome   | Pays        | Course                    | Statut      | Distance    | Jockey      | Place       | Écart       | Vainqueur ou deuxième | Temps       |
| 2014, 2 ans  | 2014, 2 ans  | 2014, 2 ans | 2014, 2 ans               | 2014, 2 ans | 2014, 2 ans | 2014, 2 ans | 2014, 2 ans | 2014, 2 ans | 2014, 2 ans           | 2014, 2 ans |
| ------------ | ------------ | ----------- | ------------------------- | ----------- | ----------- | ----------- | ----------- | ----------- | --------------------- | ----------- |
| 29 octobre   | Nottingham   | Royaume-Uni | Maiden                    |             | 1 700 m     | W. Buick    | 1er / 8     | tête        | Storm The Stars       | 1'46"69     |
| 2015, 3 ans  |              |             |                           |             |             |             |             |             |                       |             |
| 15 avril     | Newmarket    | Royaume-Uni | Feilden Stakes            | Listed      | 1 800 m     | L. Dettori  | 1er / 7     | 1½          | Peacock               | 1'48"16     |
| 14 mai       | York         | Royaume-Uni | Dante Stakes              | Gr. 2       | 2 100 m     | L. Dettori  | 1er / 7     | 2 ¾         | Jack Hobbs            | 2'08"74     |
| 6 juin       | Epsom        | Royaume-Uni | Derby                     | Gr. 1       | 2 400 m     | L. Dettori  | 1er / 12    | 3 ½         | Jack Hobbs            | 2'32"32     |
| 4 juillet    | Sandown      | Royaume-Uni | Eclipse Stakes            | Gr. 1       | 2 000 m     | L. Dettori  | 1er / 5     | 3 ½         | The Grey Gatsby       | 2'05"57     |
| 19 août      | York         | Royaume-Uni | International Stakes      | Gr. 1       | 2 080 m     | L. Dettori  | 2e / 7      | enc.        | Arabian Queen         | 2'09"92     |
| 12 septembre | Leopardstown | Irlande     | Irish Champion Stakes     | Gr. 1       | 2 000 m     | L. Dettori  | 1er / 7     | 1           | Found                 | 2'05"41     |
| 4 octobre    | Longchamp    | France      | Prix de l'Arc de Triomphe | Gr. 1       | 2 400 m     | L. Dettori  | 1er / 17    | 2           | Flintshire            | 2'27"23     |
| 31 octobre   | Keeneland    | États-Unis  | Breeders' Cup Turf        | Gr. 1       | 2 400 m     | L. Dettori  | 2e / 12     | 1/2         | Found                 | 2'32"06     |

## Au haras
En 2016, Golden Horn prend ses quartiers d'étalon à Dalham Stud, en Angleterre, au prix de £ 60 000 la saillie. Relativement décevant, il voit son tarif ramené à £ 8 000 en 2023. On lui doit toutefois l'excellent stayer Trawlerman, vainqueur de la Gold Cup et de la British Champions Long Distance Cup.

## Origines
Après le phénomène Sea The Stars en 2009, Golden Horn est le deuxième vainqueur d'Arc issu de l'étalon Cape Cross, ce qui permet à ce dernier de rejoindre le club très fermé des pères de deux vainqueurs de l'épreuve reine (avec Sadler's Wells, Riverman, Ribot et Tourbillon). Un exploit pour ce miler talentueux, lauréat entre autres des Lockinge Stakes et des Queen Anne Stakes, et placé du Prix Jacques Le Marois, qui revendique aussi la paternité de la championne Ouija Board. Étalon de tête, revendiquant une dizaine de vainqueurs de groupe 1, Cape Cross affichait un prix de saillie de 50 000 € autour de 2010. 
Côté maternel, si sa mère Flèche d'Or n'a pas couru, elle a donné un autre élément de valeur avec Eastern Belle (par Champs Élysées), placée de groupe aux États-Unis. En 2019, son yearling par Frankel est vendu 3 100 000 Guinées. Golden Horn se prévaut de la sœur de Flèche d'Or, Rebecca Sharp, lauréate des Coronation Stakes et deuxième des Queen Elizabeth II Stakes. La famille remonte, via Courtessa, à la légendaire Mumtaz Mahal, matrone extraordinaire d'où descendent une multitudes de champions, de l'immense Nasrullah à Alpinista, de Abernant aux Néo-Zélandais Octagonal et Verry Elleegant, en passant par Migoli, Petite Étoile, Zarkava, Habibti, Cracksman, etc.

### Pedigree
| Origines de Golden Horn (GB), mâle bai brun né en 2012 | Origines de Golden Horn (GB), mâle bai brun né en 2012 | Origines de Golden Horn (GB), mâle bai brun né en 2012 | Origines de Golden Horn (GB), mâle bai brun né en 2012 |
| ------------------------------------------------------ | ------------------------------------------------------ | ------------------------------------------------------ | ------------------------------------------------------ |
| Père Cape Cross 1994                                   | Green Desert 1983                                      | Danzig                                                 | Northern Dancer                                        |
| Père Cape Cross 1994                                   | Green Desert 1983                                      | Danzig                                                 | Pas De Nom                                             |
| Père Cape Cross 1994                                   | Green Desert 1983                                      | Foreign Courier                                        | Sir Ivor                                               |
| Père Cape Cross 1994                                   | Green Desert 1983                                      | Foreign Courier                                        | Courtly Dee                                            |
| Père Cape Cross 1994                                   | Park Appeal 1982                                       | Ahonoora                                               | Lorenzaccio                                            |
| Père Cape Cross 1994                                   | Park Appeal 1982                                       | Ahonoora                                               | Helen Nichols                                          |
| Père Cape Cross 1994                                   | Park Appeal 1982                                       | Balidaress                                             | Balidar                                                |
| Père Cape Cross 1994                                   | Park Appeal 1982                                       | Balidaress                                             | Innocence                                              |
| Mère Flèche d'Or 2006                                  | Dubai Destination 1999                                 | Kingmambo                                              | Mr. Prospector                                         |
| Mère Flèche d'Or 2006                                  | Dubai Destination 1999                                 | Kingmambo                                              | Miesque                                                |
| Mère Flèche d'Or 2006                                  | Dubai Destination 1999                                 | Mysterial                                              | Alleged                                                |
| Mère Flèche d'Or 2006                                  | Dubai Destination 1999                                 | Mysterial                                              | Mysteries                                              |
| Mère Flèche d'Or 2006                                  | Nuryana 1984                                           | Nureyev                                                | Northern Dancer                                        |
| Mère Flèche d'Or 2006                                  | Nuryana 1984                                           | Nureyev                                                | Special                                                |
| Mère Flèche d'Or 2006                                  | Nuryana 1984                                           | Loralane                                               | Habitat                                                |
| Mère Flèche d'Or 2006                                  | Nuryana 1984                                           | Loralane                                               | Lora (famille 9-c)                                     |